# Николай Червенков
Николай Николаевич Червенков е съветски украински и молдовски българист, деец на българското национално движение в Молдова и Украйна.

## Биография
Роден е на 2 януари 1948 година в село Чийшия (Городнее, Чийший), Болградски район, Одеска област, Украйна в семейство на потомци на български преселници. Завършва Историческия факултет на Одеския национален университет „Иля Мечников“ (1972). Получава научна степен доктор по история (1982) с дисертация на тема „Българската емиграция в Румъния и националноосвободително движение в България (втората половина на 50-те – 60-те години на ХIХ век)“, а после става доктор на историческите науки (2003) с дисертация на тема „Формиране идеи на българската държавност (средата на ХVIII – 70-те години на ХIХ век)“. Има научно звание старши научен сътрудник. Специализира в Института по история на Българската академия на науките и Института по славянознание на Руската академия на науките.
От 1972 до 2004 година работи в Академията на науките на Молдова, първоначално в Института по история (младши, старши научен сътрудник, завеждащ Отдел „История на държави от Юго-Източна Европа“), а после в Института за междуетнически изследвания (водещ научен сътрудник, завеждащ секция „Българистика“, заместник-директор на института). Дълги години е хоноруван доцент в Молдовския държавен университет и Кишиневския държавен педагогически университет „И. Крянга“. Той е първият ректор (2004 – 2010) на Тараклийския държавен университет „Григорий Цамблак“, където е избран за професор.
През есента на 1990 г. на среща с президента на България Желю Желев обсъжда въпросите за българите, живеещи в СССР, и връзките им с България; връчва му писмо от Отдела по българоведение, в което се предлага създаване на полувисш институт в Габрово за подготовка на учителски кадри за бесарабските и таврийските българи, на основата на съществуващия там Институт за повишаване на квалификацията на кадри. Идеята е възприета и през 1993 г. към института се формира самостоятелно звено – Учебно-квалификационен център за българи от чужбина.
Председател на Научното дружество на българистите в Република Молдова. Избиран е за член на Управителния съвет на Асоциацията на българите в Съветския съюз, на Българската община в Република Молдова, на Управителния съвет на Общобългарския комитет „Васил Левски“ и др.
Научен интерес: история на българското националноосвободително движение, българо-руско-молдовски връзки, български преселници в Румъния, Молдова и Украйна.
Автор или съавтор на повече от 150 статии, студии, книги, учебници, включително 13 монографии, документални сборници, учебници, до 200 научнопопулярни статии. Научен редактор на цяла поредица книги и сборници. Научен ръководител на международни проекти и научни конференции, отговорен редактор на алманах „Български хоризонти“.

## Награди
- Орден „Глорие Мунчий“ на Република Молдова
- Орден „Св. св. Кирил и Методий“ I степен (2018)

Почетни знаци на:
- на Президента на Република България
- „Марин Дринов“ на Българската академия на науките
- на Софийския университет „Климент Охридски“
- „Признание“ на Молдовската академия на науките
- на Общобългарския комитет „Васил Левски“